# Ernest Jacquet
Ernest Jacquet (* 25. September 1886 in Neuenburg NE; † 30. September 1969 in Lausanne) war ein Schweizer Eishockeyspieler, -schiedsrichter und Direktor der Eliteschule Le Rosey in Gstaad.

## Karriere
Ernest Jacquet war zwischen 1911 und 1917 Lehrer an der Jungenschule La Villa in Lausanne und spielte für deren Eishockeyteam HC La Villa. Ab 1917 unterrichtete er die ausländischen Schüler des Instituts Le Rosey, einem Eliteinternat in Rolle VD/Gstaad, in den Fächern Französisch und Sport. Zudem gehörte er der Eishockeymannschaft der Schule an, dem HC Rosey Gstaad. Über viele Jahre war er Kapitän der Mannschaft und gewann insgesamt acht Meistertitel mit dem Club aus der Westschweiz: die internationale Meisterschaft 1919, 1920, 1921, 1925 und 1928; sowie die nationale Schweizer Meisterschaft 1921, 1924 und 1925.
Neben dem Eishockeysport war er als Fußball- und Tennisspieler sowie beim Alpinski aktiv. In den 1920er Jahren gehörte Jacquet zum Kader der Schweizer Eishockeynationalmannschaft und nahm mit dieser an den Olympischen Winterspielen 1924 in Chamonix teil. Nachgewiesen sind mindestens sechs Länderspiele. Nach 25 Jahren beendete er seine aktive Spielerkarriere 1941. Bei den Olympischen Winterspielen 1936 war er als Eishockeyschiedsrichter aktiv.
Im Schweizer Eishockeyverband, der heutigen Swiss Ice Hockey Federation, war er von 1920 bis 1924 als Zentralsekretär, von 1925—1926 als Zentralkassier und ab 1943 als Obmann für die Region Westschweiz tätig. Darüber hinaus war er innerhalb des Verbands lange für die Organisation des Spengler Cups verantwortlich. 1957 beendete er seine Tätigkeiten für den Verband und wurde von diesem zum Ehrenmitglied ernannt.
Spätestens ab 1940 war er Direktor von Le Rosey.
Im September 1969 verstarb Jacquet im Alter von 83 Jahren in Lausanne.